# Caio Valério Potito Voluso
Caio Valério Potito Voluso (em latim: Caius Valerius Potitus Volusus) foi um político da gente Valéria nos primeiros anos da República Romana eleito cônsul em 410 a.C. com Mânio Emílio Mamercino. Foi também tribuno consular em 415, 407 e 404 a.C.. Era filho de Lúcio Valério Potito, cônsul em 449 a.C., irmão de Lúcio Valério Potito, tribuno consular cinco vezes entre 414 e 398 a.C. e cônsul em 393 e 392 a.C., e pai de Caio Valério Potito, tribuno consular em 370 a.C..

## Primeiro tribunato (415 a.C.)
Em 415 a.C., Caio Valério foi eleito tribuno consular com Numério Fábio Vibulano, Públio Cornélio Cosso e Quinto Quíncio Cincinato. Naquele ano, os bolanos atacaram os colonos romanos de Labico, colônia fundada no ano anterior, esperando o apoio dos équos, que acabaram não intervindo. Foram facilmente derrotados pelos romanos:
| “ | Mas, enquanto esperavam que todos os équos chegassem e defendessem seu crime, perderam terras e cidades numa guerra que não merece nem ser descrita pois não resultou em nenhum cerco e apenas uma batalha. | ” |
|   | — Lívio, Ab Urbe condita IV, 4, 49.. |   |

Depois da conquista da cidade, o tribuno da plebe Lúcio Décio propôs enviar colonos, como foi o caso de Labico em 419 a.C., mas sua proposta foi vetada por seus colegas.

## Consulado
Foi eleito cônsul em 410 a.C. com Mânio Emílio Mamercino. Durante seu mandato, apesar da oposição do tribuno da plebe Marco Menênio, que queria condicionar o alistamento à aprovação da lei agrária, Valério conduz uma campanha contra volscos e équos, que haviam conquistado a cidade de Carvento (em latim: Arx Carventana), que era da Liga Latina, reconquistando a cidade.

## Segundo tribunato (407 a.C.)
Caio Potito foi eleito tribuno novamente em 407 a.C., desta vez com Lúcio Fúrio Medulino, que já havia sido cônsul duas vezes, Caio Servílio Estruto Aala e Numério Fábio Vibulano, também em seu segundo tribunato consular. Todos eram patrícios e já haviam ocupado o cargo máximo da magistratura romana antes.
Terminada a trégua com Veios, Roma enviou uma embaixada para obter retribuição pelos danos sofridos:
| “ | Quando chegaram na fronteira, encontraram a delegação de Veios. Um pedido foi feito de que ninguém fosse até Veios antes que eles fossem apresentados ao Senado Romano. E o Senado, por causa dos duros combates travados com os veios, concede que não será necessária nenhuma compensação, pois isto seria lucrar com a desgraça alheia. | ” |
|   | — Lívio, Ab Urbe condita IV, 4, 58. |   |

Os romanos, porém, por causa da lentidão na tomada de decisões, perderam a guarnição de Verrugine, que foi massacrada pelos volscos e équos. O exército enviado para ajudar chegou atrasada e não pode fazer nada além de vingar a guarnição, massacrando o inimigo, surpreendido enquanto saqueavam a cidade.

## Terceiro tribunato (404 a.C.)
Em 404 a.C., foi eleito novamente tribuno consular, desta vez com Cneu Cornélio Cosso, Mânio Sérgio Fidenato, Cesão Fábio Ambusto, Públio Cornélio Maluginense e Espúrio Náucio Rutilo.
Roma, enquanto continuava o cerco a Veios iniciado no anterior, voltou suas atenções aos volscos, que foram derrotados numa batalha campal entre Ferentino e Ecetra. Os romanos conseguiram conquistar a cidade volsca de Artena, graças principalmente à traição de um escravo, que indicou aos soldados uma passagem que levava diretamente à fortaleza e a partir da qual puderam atacar os defensores.
Finalmente, os romanos estabeleceram uma colônia em Velletri (Velletriae).

## Anos finais
Em 398 a.C., Caio Valério foi um dos embaixadores enviados a Delfos para consultar o famoso oráculo sobre a inexplicável elevação do nível das águas de um lago perto de Alba Longa, uma maravilha que os romanos acreditavam estar associado ao resultado do cerco a Veios.
| “ | [...] um luga, nas florestas de Alba, cresceu e chegou a uma altura extraordinária sem que ninguém conseguisse explicar este maravilhoso efeito, nem pela água e nem pelo céu e nem por nenhuma outra causa. Para descobrir o que os deuses pretendiam com este milagre, emissários foram enviados para consultarem o Oráculo de Delfos. Mas outro sinal foi ouvido por acaso perto do acampamento: um velho de Veios, entre as inúmeras provocações entre romanos e os sentinelas etruscos, cantou as seguintes palavras de tom profético: "Enquanto as águas do lago Alba não tiverem desaparecido, os romanos não conquistarão Veios". | ” |
|   | — Lívio, "Ab Urbe Condita libri" V, 15. |   |

Ao retornar, em 397 a.C., os embaixadores reportaram a mesma explicação e o velho de Veios, preso, foi acusado do prodígio para apaziguar os deuses.